# Václav Talich
Václav Talich (Kroměříž, Moràvia, 28 de maig de 1883 – 16 de març de 1961) fou un director d'orquestra, violinista i pedagog txec.
Estudià al Conservatori de Praga des de 1897 fins al 1903, cursant el violí amb Otakar Ševčík. El 1905 fou nomenat director de l'orquestra del Teatre de l'Òpera d'Odessa. La direcció d'orquestra, especialitat a la qual es va dedicar amb preferència, l'ocupà d'una forma quasi exclusiva fins al 1912. Va actuar amb èxit a Praga, Ljubljana i altres ciutats de l'antiga Txecoslovàquia i Iugoslàvia. Des de l'última data indicada treballà cert temps a Leipzig perfeccionant sota la direcció de Max Reger el piano, contrapunt i la composició, i amb Arthur Nikisch la direcció d'orquestra.

De retorn al seu país el 1912 s'establí a la ciutat de Pilsen on va romandre tres anys. Des d'allà es traslladà a Praga per a fer-se càrrec de la direcció de l'Orquestra Filharmònica, durant molts anys. Era considerat com un dels directors d'orquestra més hàbils i complets de la seva època. Al dir d'una de les més autoritzades crítiques alemanyes de l'època:
| « | Talich uneix en el seu art a l'elegància i delicadesa de Kovařovic, la sensibilitat rítmica i l'entusiasme que són en part característica del seu temperament eslau, i en altra adquisició dels seus estudis amb Nikisch. Sota la seva experta direcció l'Orquestra Filharmònica de Praga ha adquirit en les seves gires pel Nord d'Europa un merescut renom. | » |

A Praga tingué molts alumnes entre ells en Jaromír Weinberger (1896-1967).